# Insula Alsen
Alsen (daneză Als) este o insulă din Marea Baltică ce aparține de districtul Sønderjyllands, Danemarca ea fiind înconjurată de strâmtoarea „Kleiner Belt” (Micul Belt) la est, strâmtoarea „Alsensund” la vest și „Flensburger Förde” (Golful Flensburgului) la sud. Insula Alsen este între insulele daneze pe locul șapte ca mărime. Ocopația de bază a populației de insulă este agricultura (cultivarea grâului, fructelor și legumelor), firma cea mai mare de pe insulă fiind firma Danfoss cu sediul în  Nordborg, care produce frigidere și aparate de încălzire.